# Borgo Santa Lucia

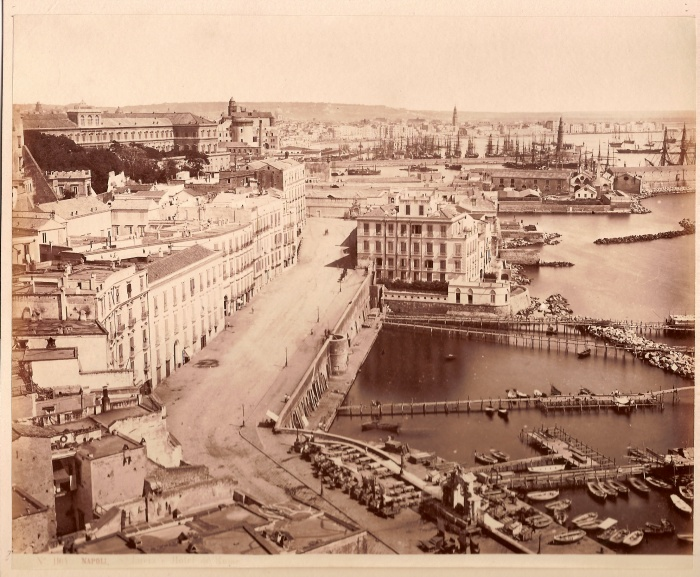
Via Santa Lucia 1865

Borgo Santa Lucia, eller bara Santa Lucia, är en historisk stadsdel, rione, i Neapel, Italien.